# Hyalurga supposita
Hyalurga supposita là một loài bướm đêm thuộc phân họ Arctiinae, họ Erebidae.